# Africa Ecuatorială Franceză
Africa Ecuatorială Franceză a fost un guvernorat general care a reunit în cadrul unei federații, între 1910 și 1958, patru colonii franceze, situate în Africa centrală.
Constituită în mai multe etape, și întinzându-se de la nord la sud între deșertul Sahara și fluviul Congo, iar de la est la vest între munții din Darfur și Oceanul Atlantic, federația reunea coloniile Gabon, Moyen-Congo („Congo de Mijloc”, din care o parte se află în prezent în Gabon, iar alta în actuala Republică Congo), Ciad și Oubangui-Chari (acum Republica Centrafricană). Suprafața sa era de 2.500.000 kilometri pătrați, de aproximativ patru ori mai mare decât Franța. Capitala era la Brazzaville, reședința guvernatorului general.
O organizație similară, Africa Occidentală Franceză⁠(en)[traduceți] (A.O.F.), fusese constituită deja în Africa de Vest, în anul 1895.

## Istorie
Fondarea coloniei franceze Gabon - embrionul vastei zone în care a fost înființată ulterior Africa Ecuatorială Franceză - a avut loc în anul 1842. Dezvoltarea ei se datorează mult exploratorului Pierre Savorgnan de Brazza, care, după mai multe misiuni de recunoaștere în bazinul fluviului Congo, a negociat cu Tékés Illoy I, șeful tribului Teke⁠(fr)[traduceți], înființarea unui stabiliment comercial la Nkuna, actualul Brazzaville. Până în 1883, puținele posesiuni franceze din Africa ecuatorială se aflau sub autoritatea unui comandant militar (numit de către instituțiile franceze din zona Golful Guineea), înainte ca dezvoltarea acestor posesiuni să determină guvernul central să reorganizeze regiunea. În 1886, un decret al Ministrului Coloniilor instituie două teritorii, Congo francez și Oubangui, fiecare administrat de un guvernator-locotenent subordonat unui comisar general.
În curând, ambițiile coloniale ale Franței s-au ciocnit cu cele ale sultanului Rabah, un aventurier din Sudan care a devenit ultimul suveran din Kanem–Bornu⁠(en)[traduceți]. A fost declanșată o campanie militară împotriva acestuia, sub autoritatea comandantului Lamy. Francezii au zdrobit armata sultanului Rabah la Kousséri (22 aprilie 1900). Ciadul a devenit teritoriu militar francez, apoi a fost înglobat în colonia Oubangui-Chari (1910), iar zece ani mai târziu a primit statutul de colonie.
Sistemul de concesiuni a fost introdus pe scară largă încă de la începutul secolului XX. Mari porțiuni de teren din regiunile fertile au fost concesionate unor companii private; astfel 665.000 km2 de teren arabil și plantații de arbori de cauciuc (inclusiv populația autohtonă) devin zone în care sunt stabilite impozite ilegale, muncă forțată și alte abuzuri. Orice rezistență a populației autohtone era pedepsită extrem de dur, ajungându-se chiar până la execuții sumare. O anchetă condusă personal de Pierre Savorgnan de Brazza a confirmat aceste practici, dar nu s-a luat nicio măsură concretă..
În mod oficial, Africa Ecuatorială Franceză a fost înființată la 15 ianuarie 1910. În același an, un decret garanta, teoretic, că o parte din veniturile obținute din producția de cauciuc va reveni lucrătorilor indigeni, dar respectivul decret nu a fost și implementat în practică. Drepturile ipotetice conferite lucrătorilor indigeni se confruntau cu măsurile arbitrare ale  marilor companii private. După o călătorie efectuată în Congo Francez (1925-1926), André Gide descrie regimul de teroare aplicat „indigenilor” (asasinate, bătăi, încarcerări arbitrare) în cartea sa Voyage au Congo („Călătorie în Congo”).
În 1911, ca urmare a Crizei de la Agadir, Franța a cedat Germaniei unele părți ale teritoriului Africii Ecuatoriale, părți care au fost înglobate în colonia germană Kamerun. Aceste teritorii a fost returnate Franței, după înfrângerea Germaniei în Primul Război Mondial.
În timpul celui de-al Doilea Război mondial, guvernatorul-locțiitor al Ciadului (pe atunci parte componentă a Africii Ecuatoriale Franceze), Félix Éboué, a fost printre primii care s-au raliat Forțelor Franceze Libere (în august 1940). Eliberat din funcție și condamnat la moarte (în lipsă) de către regimul de la Vichy, a fost numit guvernator-general de către Generalul de Gaulle în luna noiembrie 1940..
În primele luni de după război, în Africa Ecuatorială Franceză s-au pus bazele Uniunii franceze⁠(fr)[traduceți], care fuseseră deja discutate la Conferința de la Brazzaville din februarie 1944. Între 1946-1958, această federație a fost reprezentată în parlamentul francez. După referendumul din septembrie 1958, s-a hotărât transformarea celor cinci entități care constituiau Uniunea franceză în republici autonome: Republica Congo (sau „Congo-Brazzaville”), Republica Centrafricană, Republica Gabon, Republica Ciad și Republica Camerun, reunite pentru o scurtă perioadă în efemera „Comunitate franceză”. Noile republici și-au obținut independența completă în 1960.

## Geografie
Africa Ecuatorială Franceză se învecina cu Nigeria britanică, Africa Occidentală Franceză⁠(en)[traduceți], Libia italiană, Sudanul anglo-egiptean și Congo belgian. La vest, era mărginită de Oceanul Atlantic.
Cea mai mare parte din Africa Ecuatorială Franceză se întindea pe platoul încadrat de masivele muntoase Tibesti, Ouadaï și Fertit la nord-est, de Munții Darfur la est și de Munții de Cristal și Mayombe la sud-vest. În partea centrală și de sud există două bazine hidrografice: bazinul Ciad, o veche mare secată, din care a mai rămas doar Lacul Ciad și bazinul Congo, străbătut de fluviul cu același nume și de principalii săi afluenți (Oubangui, Sangha și Alima). O câmpie litorală se întinde de la partea continentală a Guineei Ecuatoriale până la fluviul Congo. Cea mai mare altitudine din Africa Ecuatorială Franceză o are vârful Emi Koussi (3.415 m), din munții Tibesti.
Datorită teritoriului vast, clima era foarte variată, de la un climat saharian deosebit de arid, în partea de nord, la un climat tropical umed, în partea de sud. Vegetația resimțea aceste inegalități: în nord, cvasi-absența ploilor făcea aproape imposibilă dezvoltarea vegetației, cu excepția câtorva specii de câteva arbuști spinoși; în centru se întindea savana, unde se puteau cultiva mei, arahide și manioc; în sud se întindeau pădurile tropicale umede, de unde se exploatau soiuri valoroase de cherestea precum abanosul și okoumé. În zonele litorale se cultivau vanilia, arborele de cacao și arborele de cafea.

## Administrația
Africa Ecuatorială Franceză era împărțită în patru regiuni (colonii), fiecare dintre acestea fiind divizată în districte.
Această organizare provenea de la reforma din 1910, atunci când colonia Congo Francez a fost transformată în federația denumită Africa Ecuatorială Franceză, care includea trei colonii și un teritoriu militar:
- Gabon (cu reședința la Libreville); stat independent din 1960
- Moyen-Congo („Congo de Mijloc”, cu reședința la Brazzaville); devenită ulterior Republica Congo (1960)
- Oubangui-Chari(cu reședința la Bangui); devenită ulterior Republica Centrafricană (1960)
- Ciad (cu reședința la Fort-Lamy), teritoriu militar, a devenit colonie în 1920, apoi stat independent din 1960

În 1934, printr-o reformă administrativă justificată de motive financiare, care a eliminat structura federală, cele patru colonii devin regiuni, conduse de câte un administrator-șef, iar Africa Ecuatorială Franceză avea un buget unic. La sfârșitul anului 1937, structura federală este restabilită, regiunile redevenind teritorii parțial autonome.
Din 1946, Africa Ecuatorială Franceză, împreună cu alte „teritorii de peste mări”, a fost încorporată în Uniunea franceză⁠(fr)[traduceți], fiind astfel reprezentată în Parlamentul Franței. Structura federală a fost modificată în 1957, teritoriile respective devenind autonome.
În 1960, cele patru foste colonii care constituiseră Africa Ecuatorială Franceză și-au obținut independența completă, devenind actualele republici Gabon, Ciad, Republica Centrafricană și Republica Congo.